# Poseidon - Il pericolo è già a bordo
Poseidon - Il pericolo è già a bordo (The Poseidon Adventure) è un film per la televisione del 2005 diretto da John Putch, con Rutger Hauer, Adam Baldwin, Steve Guttenberg e Bryan Brown. È liberamente ispirato al romanzo L'avventura del Poseidon (The Poseidon adventure) scritto da Paul Gallico nel 1969. 

## Trama
Da Città del Capo parte la nave da crociera Poseidon diretta a Sydney. Ma un gruppo di terroristi iraniani decide di piazzare due ordigni esplosivi come atto simbolico poiché sulla nave si trovano molti turisti americani. Nel frattempo si intrecciano le storie dei vari passeggeri: Richard Clarke ha problemi con sua moglie Rachel che lo caccia dalla cabina quando scopre che l'ha tradita con la massaggiatrice Susanna; la figlia Shelby, studentessa in medicina, si innamora del medico di bordo, il dottor Matthew Ballard mentre il figlio dodicenne Dylan vuol filmare la vacanza. Altri passeggeri sono il vescovo cattolico August Shimdt, il produttore cinematografico Eric Anderson con la moglie, la cantante Aimee Anderson, la signora Belle Rosen e il maresciallo navale Mike Rogo. Dopo la cena di gala per festeggiare il Capodanno, una delle bombe esplode e nella sala da ballo il capitano Paul Gallico viene ucciso da uno dei terroristi e la nave si capovolge uccidendo o mutilando gran parte dei passeggeri. Nel salone i superstiti decidono di aspettare i soccorsi ma il vescovo e Rogo decidono di salire per trovare la salvezza; con loro vanno anche Rachel, Dylan, gli Anderson, la signora Rosen, il terrorista e il maitre Ronald Acre. Shelby decide di rimanere con i feriti ma promette che raggiungerà la madre. Dopo varie peripezie il gruppo riesce a inviare un SOS alla marina ma mentre attraversano le cucine il maitre muore e anche l'ufficiale James Martin. Intanto Richard e Susanna riescono a raggiungere il salone e decidono di fuggire con Shelby e Ballard prima che sia troppo tardi. Proprio dopo aver trovato la strada già usata dal precedente gruppo la sala viene inondata uccidendo i rimanenti passeggeri sopravvissuti. I 4 poi si ricongiungono con l'altro gruppo e Belle muore d'infarto. Successivamente raggiungono la sala macchine e mentre salgono sopra a delle impalcature Susanna inciampa e cade nel fuoco morendo. Il terrorista cerca di scappare ma viene fermato da Rogo che a causa della colluttazione lo fa cadere nel vuoto uccidendolo. In seguito finalmente escono grazie allo squarcio lasciato dall'esplosione. Una volta tratti in salvo dalla marina americana vedono il Poseidon mentre sparisce negli abissi in un gorgo di schiuma.